# 沖館川
沖館川（おきだてがわ）は、青森県青森市を流れ青森湾に注ぐ二級河川。沖館川水系の本流である。

## 流路
青森空港北部の青森県青森市大字岩渡付近の丘陵地に源を発し、青森市篠田付近で西滝川を合わせ、青森市柳川と青森市沖館の境界から青森湾に注ぐ。

## 環境
下流部の急激な宅地化により水質は悪化している。青森市立沖館小学校児童の作文がきっかけで、周辺地区の小中学生を含む一般市民による沖館川の浄化事業が開始され、現在では青森市立篠田小学校付近で白鳥が見られたり、支流で鮭が上って来るのが確認されるなど、徐々に回復している。

## 河川利用
縄文時代からの集落跡が出土し、三内丸山遺跡として残されている。現在では青森市立三内中学校、青森市立三内西小学校が河川敷をグラウンドに利用している。下流では2007年にプレジャーボート不法係留について問題となった。

## 沖館川水系の支流
昭和四十年三月三十一日青森県告示第二百七十二号　準用河川指定

西滝川 -  堤川水系入内川からの取水が源流となっている。準用河川指定時は800m。二級河川上流端は青森市安田。指定延長2.6km。
- 左岸 青森市大字西滝字富永から
- 右岸 青森市大字沖舘字千刈から
- 青森市大字同字篠田の沖舘川合流点まで

これは青森県が河川指定した区間であり、最上流の川になると実際の水が流れる川としては指定区間より長い場合があるので注意。